# Kingston upon Thames

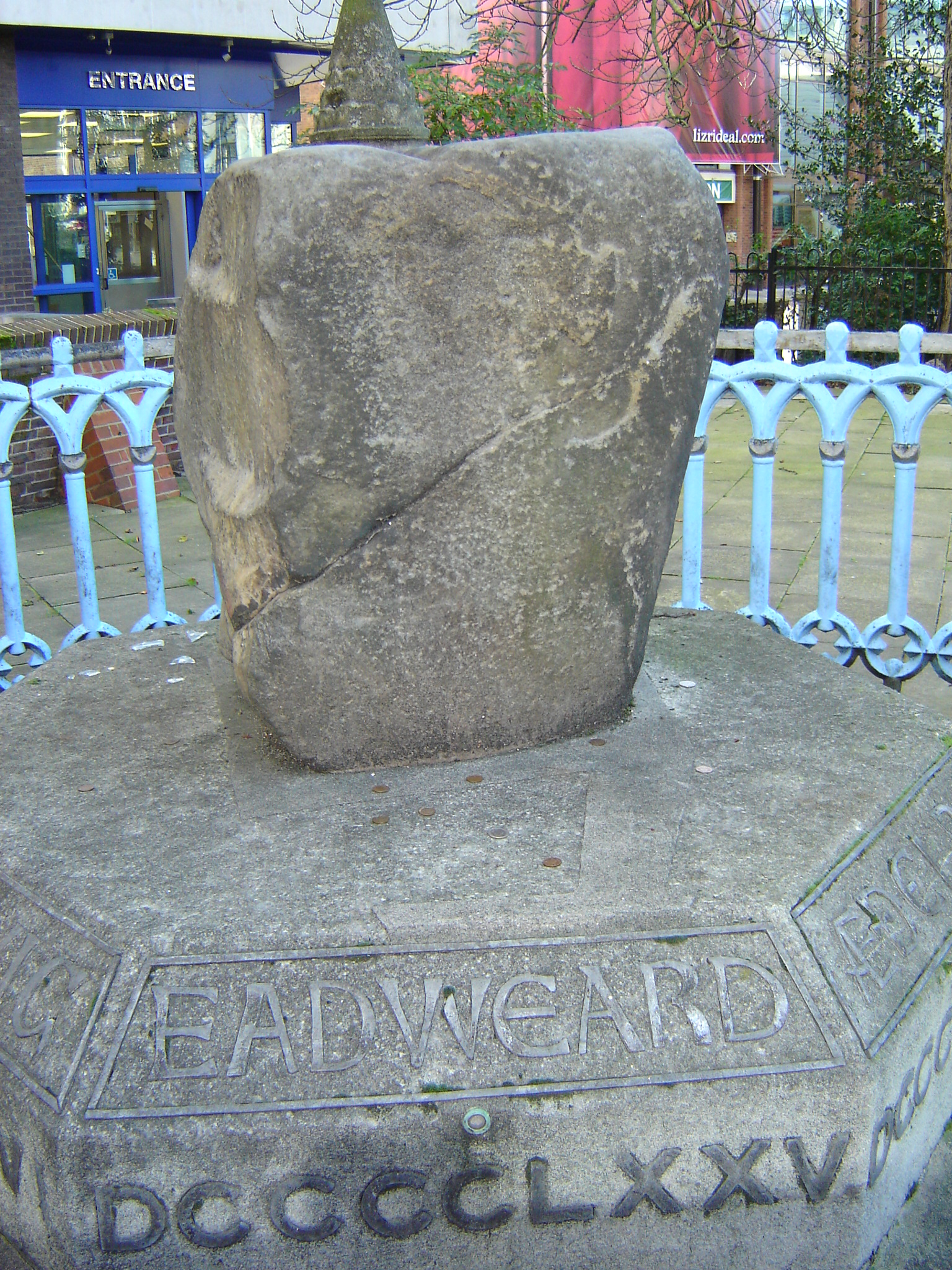
Kamień koronacyjny w Kingston

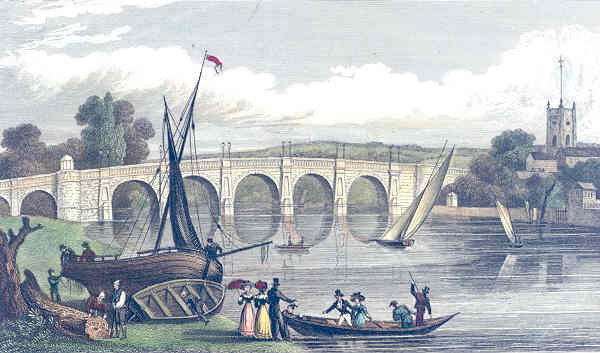
Most w Kingston na publikacji z 1831

Kingston upon Thames – miejscowość w Wielkiej Brytanii, dawny ważny ośrodek miejski, w X w. miasto koronacyjne królów angielskich. Od 1965 wchodzi w skład Wielkiego Londynu jako część gminy Kingston upon Thames.

## Historia
Położone nad Tamizą na szlaku handlowym, Kingston było ośrodkiem miejskim u zarania angielskiej państwowości. Pojawia się w źródłach jako jedno z centrów saskiego królestwa Wesseksu pod łacińskimi nazwami Cyningestun, Cyngestun czy Chingestun. Pierwszy raz wzmiankowane zostało w latach 30. IX w. W X w. było miejscem koronacji królów Wesseksu i pierwszych królów angielskich – poczynając od Edwarda Starszego (902), a kończąc na Ethelredzie II Bezradnym (978). Świadkiem tamtych czasów jest „kamień koronacyjny”, używany podczas ceremonii koronacji, obecnie stanowiący pomnik.
Zapewne pod koniec XII w. zbudowano tu most na Tamizie (zastąpiony nowym w 1. połowie XIX wieku), który decydował o dużym znaczeniu gospodarczym i militarnym ośrodka. Kingston było często odwiedzane przez królów angielskich, m.in. w 1217 król Henryk III prowadził tu negocjacje z pretendentem do korony angielskiej i późniejszym królem francuskim Ludwikiem VIII Lwem, w późniejszych wiekach znajdował się tu pałac królewski.
W 1912 powstała w mieście fabryka samolotów Sopwith Aviation Company, która z czasem przekształciła się w Hawker Siddeley – jednego z największych brytyjskich producentów lotniczych. Od 1899 działa tutaj Kingston University.

## Kingstonian F.C.
W 1885 w mieście został założony klub piłkarski Kingstonian F.C. W latach 1998–2001 uczestniczył w rozgrywkach Conference National.